# Drevníky
Drevníky (německy Drewnik, dříve též Dřevníky) jsou obec v okrese Příbram ve Středočeském kraji, asi 10 km jihovýchodně od Dobříše. Žije zde 386 obyvatel.
Přibližně 3 km na východ od obce se nachází vodní nádrž Slapy.

## Historie
První písemná zmínka o obci pochází z roku 1379.

## Obecní správa

### Části obce
- Drevníky (k. ú. Drevníky)
- Drhovce (k. ú. Nechalov)
- Nechalov (k. ú. Nechalov)
- Slovanská Lhota (k. ú. Slovanská Lhota)

K obci patří také Milina, Radčany, Slovanský Dvůr a Smrčí.
Sousedními obcemi sídla jsou Borotice, Nečín, Drhovy a Županovice.
V letech 1850–1930 byly Drevníky součástí obce Drhovy, od roku 1930 jsou samostatnou obcí.

### Územněsprávní začlenění
Dějiny územněsprávního začleňování zahrnují období od roku 1850 do současnosti. V chronologickém přehledu je uvedena územně administrativní příslušnost obce v roce, kdy ke změně došlo:
- 1850 země česká, kraj Praha, politický okres Příbram, soudní okres Dobříš[5]
- 1855 země česká, kraj Praha, soudní okres Dobříš
- 1868 země česká, politický okres Příbram, soudní okres Dobříš
- 1939 země česká, Oberlandrat Tábor, politický okres Příbram, soudní okres Dobříš[6]
- 1942 země česká, Oberlandrat Praha, politický okres Příbram, soudní okres Dobříš[7]
- 1945 země česká, správní okres Příbram, soudní okres Dobříš[8]
- 1949 Pražský kraj, okres Dobříš[9]
- 1960 Středočeský kraj, okres Příbram
- 2003 Středočeský kraj, okres Příbram, obec s rozšířenou působností Dobříš

### Starostové
- 2010–2014 Radek Smělý
- od 2014 Radek Skalický

## Doprava

### Dopravní síť
Obcí vede silnice II/102 Praha-Zbraslav – Štěchovice – Chotilsko – Nečín – Obory – Kamýk nad Vltavou – Krásná Hora nad Vltavou – Milešov – Milevsko. Do obce dále vedou silnice III. třídy. Železniční trať ani stanice či zastávka na území obce nejsou.

### Autobusová doprava 2024
Autobusovou dopravu v obci Drevníky zajišťuje společnost Arriva Střední Čechy. Obec je součástí Pražské integrované dopravy (PID). V obci se nachází zastávka Drevníky. V ostatních místních částech se nacházejí zastávky Drevníky,Drhovce, Drevníky,Slovanská Lhota,Milina a Drevníky,Slovanská Lhota,rozc. Obec obsluhují dvě autobusové linky: 514 a 515. Linka 514 propojuje Dobříš a obce Rybníky, Drhovy, Borotice, Drevníky a Županovice. Linka 515 spojuje Příbram s obcemi Dubno, Višňová, Ouběnice, Daleké Dušníky, Nečín, Hřiměždice, Drevníky, Županovice a Borotice.

## Turistika
Územím obce vede turistická trasa  Hříměždice – Homole – Hranice – Strž.

## Pamětihodnosti
- kaple
- litinový kříž na kamenném podstavci
- pomník padlým v první světové válce
- památný strom na návsi

## Galerie

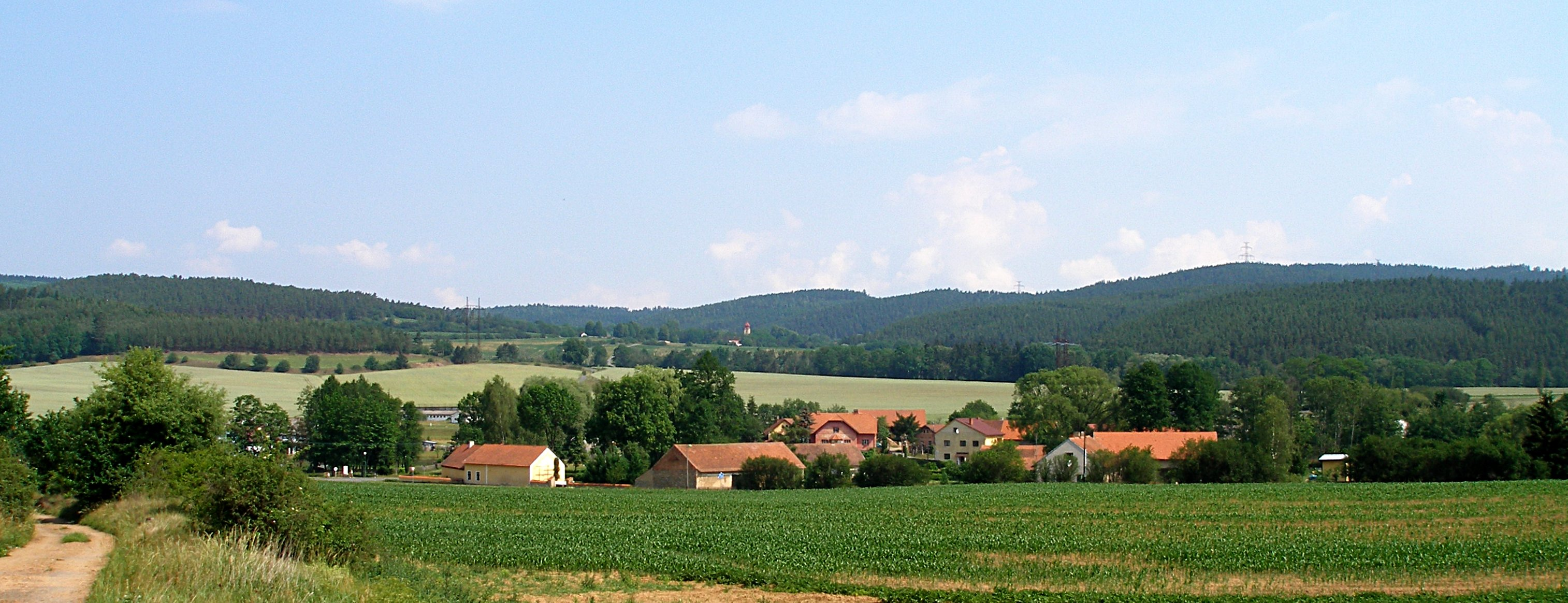
Celkový pohled na obec
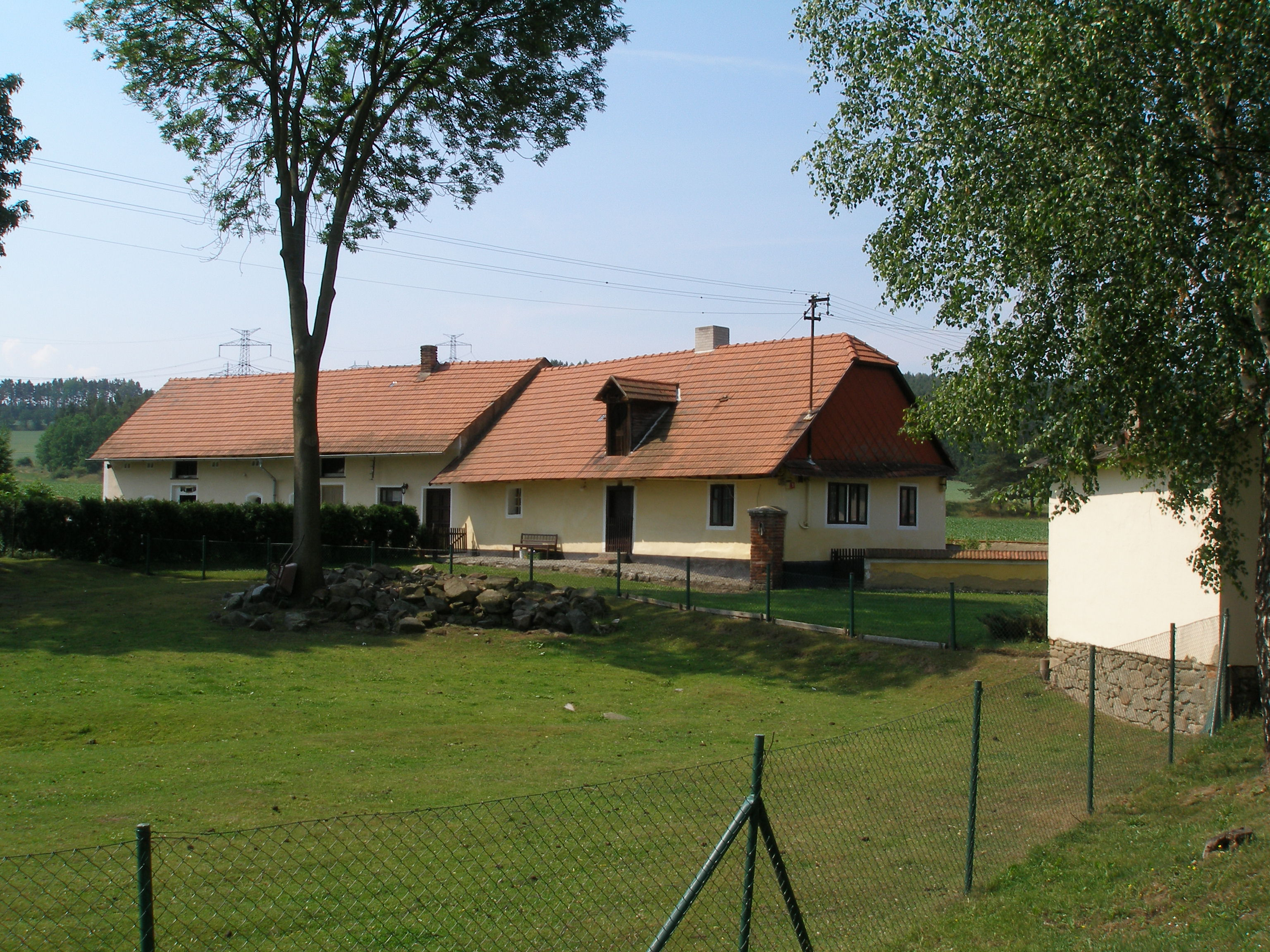
Stará usedlost v obci
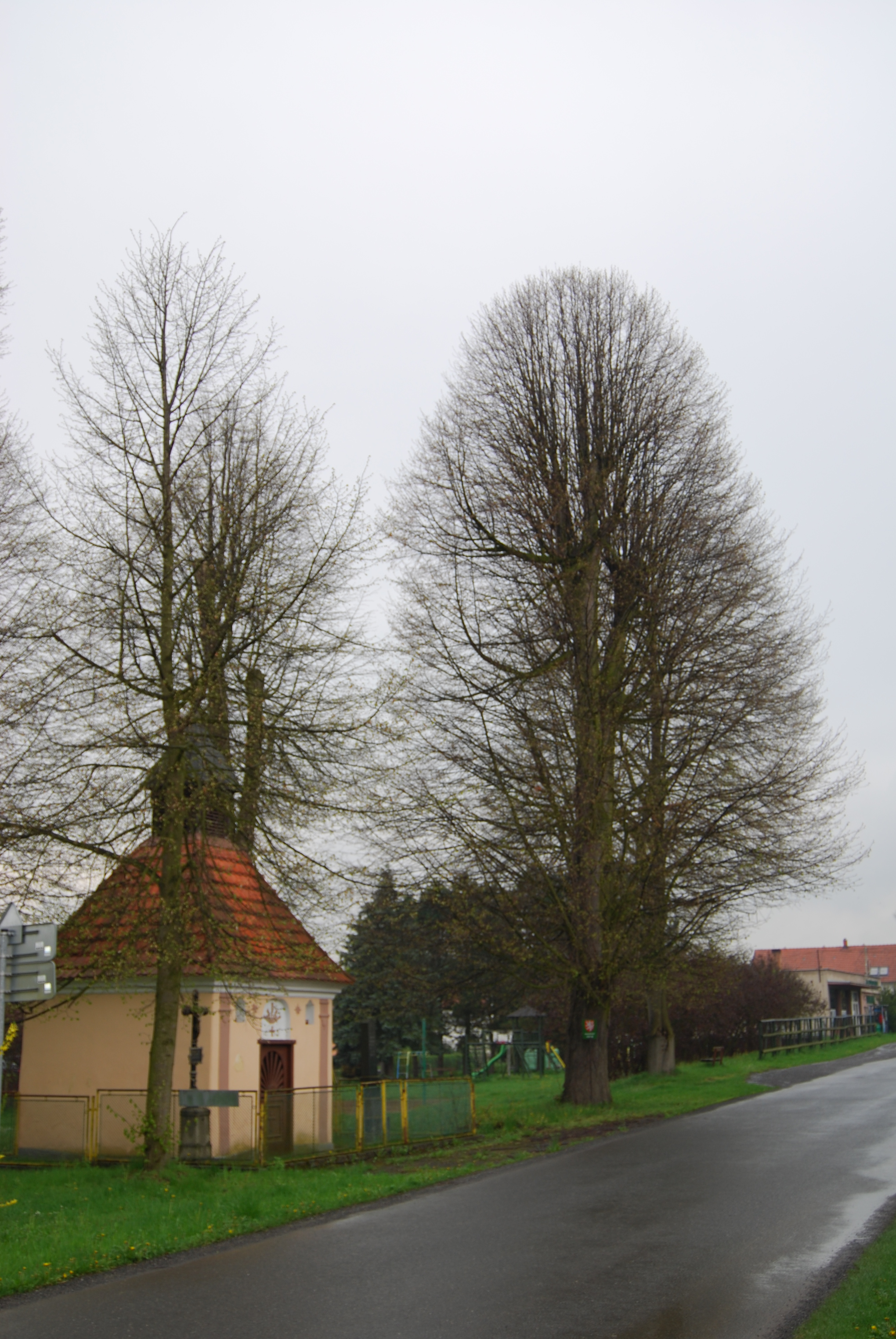
Kaple a památný strom
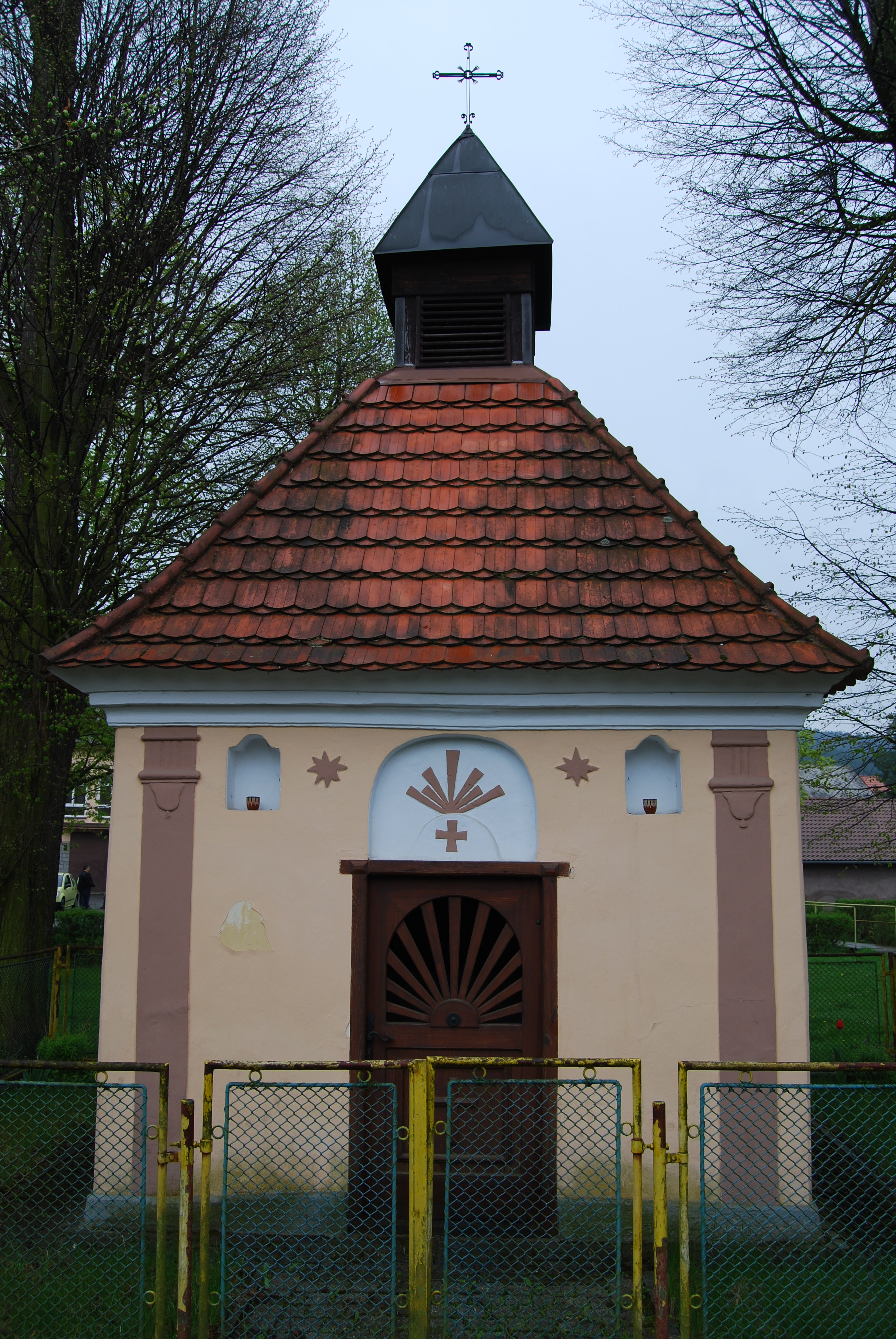
Návesní kaple